# Старий Чумой
Старий Чумо́й (рос. Старый Чумой) — присілок у складі Увинського району Удмуртії, Росія.

## Населення
Населення — 2 особи (2010; 0 в 2002).

## Урбаноніми[3]
- вулиці — Центральна